# 威廉·奥斯勒
第一代從男爵威廉·奥斯勒爵士（英語： /ˈɒzlər/，1849年7月12日—1919年12月29日）是一位加拿大医生、病理学家和医学教育家，与霍华德·爱特伍德·凯利、威廉·亨利·韦尔奇及威廉·史都华·豪斯泰德齐为约翰斯·霍普金斯医院的四位创始教授。

## 以其命名的事物
- 奧斯勒氏結（英语：Osler's node）
- 奧斯勒氏病
- 威廉奧斯勒醫療系統，位於加拿大安大略省